# Georges Feydeau
Georges Feydeau, född 8 december 1862 i Paris, död 5 juni 1921 i Rueil-Malmaison, var en fransk dramatiker. 
Feydeau utvecklade den moderna farstekniken som kopieras än idag av författare i Europa. Han skrev alltid komedier, eller egentligen farser, som ofta handlade om borgare och adelsmän som hamnar i diverse problem och moraliska snedsprång. Hans pjäser har spelats med stor framgång världen över. I Frankrike vårdar man farstraditionen och Feydeaus pjäser spelas än.

## Pjäser (urval)
- Tailleur pour dames (1886)
  - Doktorn klipper till (otryckt översättning av Jacques och Marie Werup för Malmö stadsteater 1984)
- Monsieur chasse! (1892)
  - Herrn går på jakt: fars i tre akter (otryckt översättning av Kalle Sjunnesson för Kungliga Dramatiska Teatern 1980)
- Champignol malgré lui (1892)
  - Kärlek och exercis (otryckt översättning för Albert Ranfts sällskap 1894)
- Un fil à la patte (1894)
  - Fernands giftermål
  - Förlovningen (otryckt översättning av Katrin Ahlgren för Dramaten 2019
- L'Hôtel du libre-échange (1894, tillsammans med Maurice Desvalliéres)
  - Spökhotellet (otryckt översättning av Stig Ahlgren, efter den engelska versionen Hotel Paradiso av Peter Glenville, 1960-tal?)
  - Spökhotellet (otryckt översättning av Nils Gredeby för Stockholms stadsteater 2012)
- Le dindon (1896)
  - Kalkontuppen (otryckt översättning av Raol Hällström)
  - Fruar på vift (otryckt översättning av Stig Ahlgren för Stockholms stadsteater 1966)
- La dame de chez Maxim (1899)
  - Damen från nattkaféet (också känd som Räkan från Maxim)
- La puce à l'oreille (1902)
  - Leva loppan (otryckt översättning av Stig Ahlgren för Göteborgs stadsteater 1968)
  - Leva loppan (otryckt översättning av Pierre Fränckel och Carl-Gustaf Lindstedt för Sandrew 1986)
  - Leva loppan (otryckt översättning av Anders Bodegård, bearbetning Terje Maerli, för Kungliga Dramatiska teatern 1998)
- Occupe-toi d'Amelie (1908)
  - Tag hand om Amelie (otryckt översättning av Guido Valentin för Sandrew 1951)
- Feu la mère de Madame (1908)
  - Fruns salig mor: fars i en akt (otryckt översättning av Ingegerd Aschan för TV-teatern 1967)
- Fanny
  - Fanny (översättning av Lars Hansson, Natur och kultur, 1959)